# Zweedse parlementsverkiezingen 1976
Op 19 september 1976 wordt in Zweden een nieuw parlement verkozen. De verhoudingen tussen de partijen worden niet ingrijpend gewijzigd, maar de drie oppositiepartijen (liberalen, centristen en conservatieven) slagen er wel in om samen een absolute meerderheid te winnen. Voor het eerst in 44 jaar worden de Socialdemokraterna (S) van de macht verdreven, reden waarom de stembusgang van 1976 historisch wordt genoemd.

## De thema’s van de campagne: bureaucratie en kernenergie
Sinds de verkiezingen van 1973 moet sociaaldemocratisch premier Olof Palme voor zijn beleid steun zoeken bij andere partijen. Zo bereikt hij over zijn belastingspolitiek een overeenkomst met de liberale Folkpartiet (FP) en later ook met de Centerpartiet (C). Al te ernstige negatieve gevolgen van de economische crisis van het midden van de jaren zeventig blijven Zweden gespaard. Anders dan in 1973 evolueren werkloosheid, prijzen en de levensstandaard in de goede richting. De economie zal niet het belangrijkste onderwerp van de campagnestrijd worden.
Tussen 1973 en 1976 raken de sociaaldemocraten steeds meer geassocieerd met de groeiende bureaucratie. Er ontstaat – ten gevolge van een aantal schandalen (bv. de reis van een vakbondsleider naar Spanje, een land dat geboycot wordt of belastingsverminderingen voor leidende sociaaldemocraten) – een wantrouwen in het sociaaldemocratische bewind. De oppositie beschuldigt de regering ervan de economische macht in handen te laten van de vakbond LO en de bureaucratie.
Het belangrijkste punt van discussie in de campagne zal echter kernenergie worden. Het Zweedse politieke landschap is verdeeld als het kernenergie aangaat. De sociaaldemocraten en conservatieven zijn volmondig voor, de liberalen zijn in principe voor maar bepleiten de bouw een kleiner aantal nucleaire sites. De Centerpartiet werpt zich, ter bescherming van het milieu, op als grootste tegenstander van nucleaire energie. Tot een maand voor de verkiezingen lijkt de campagne aan het thema kernenergie voorbij te gaan. Dat verandert wanneer centrumleider Thorbjörn Fälldin op de proppen komt met een plan om alle nucleaire installaties binnen de tien jaar op te doeken. De sociaaldemocraten zijn voor kernenergie, hoewel hun achterban verdeeld is. De Socialdemokraterna worden in door Fälldin in het defensief gedrongen.

## Resultaten en regeringsvorming

Resultaten per kiesdistrict, volgens belang (gewicht) van elk district. Elk kiesdistrict heeft de kleur van die partij die in het desbetreffende kiesdistrict het grootste aantal stemmen heeft gehaald.

De Centerpartiet lokt met haar standpunt omtrent kernenergie kiezers weg bij sociaaldemocraten, liberalen en conservatieven. De partij verliest wel 1% ten opzichte van de succesvolle uitslag in 1973, maar kan een zware electorale opdoffer vermijden. De sociaaldemocraten verliezen ongeveer 0,8%. In het winnende kamp situeren zich de liberalen en de conservatieven die er elk ongeveer anderhalf percent op vooruitgaan. Al bij al zijn de verhoudingen slechts licht gewijzigd. De volatiliteit is niettemin erg groot: in geen twintig jaar zijn zoveel kiezers gewisseld van partij. Tussen 1973 en 1976 ontwikkelen 19% van de kiezers een andere partijvoorkeur.
De lichte wijziging in de verhouding doet nu de balans overhellen in de richting van de niet-socialistische oppositiepartijen. Samen winnen de Centerpartiet, de Moderaterna en de Folkpartiet 180 zetels in de Riksdag, ofwel een absolute meerderheid. Na twee weken onderhandelen treedt een centrumrechtse coalitie aan onder leiding van Thorbjörn Fälldin (C). De sociaaldemocraten verdwijnen voor het eerst in 44 jaar uit de Zweedse regering.
| Partij                                              | Partijleider      | Stemmen   | %        | ± %      | Zetels | ± Zetels |
| --------------------------------------------------- | ----------------- | --------- | -------- | -------- | ------ | -------- |
| Socialdemokraterna (S)                              | Olof Palme        | 2 324 603 | 42,75%   | ▼0,82%   | 152    | ▼4       |
| Centerpartiet (C)                                   | Thorbjörn Fälldin | 1 309 669 | 24,08%   | ▼1,02%   | 86     | ▼4       |
| Moderaterna (M)                                     | Gösta Bohman      | 847 672   | 15,59%   | ▲1,30%   | 55     | ▲4       |
| Folkpartiet (FP)                                    | Per Ahlmark       | 601 556   | 11,06%   | ▲1,64%   | 39     | ▲5       |
| Vänsterpartiet kommunisterna (VpK)                  | Lars Werner       | 258 432   | 4,75%    | ▼0,58%   | 17     | ▼2       |
| Kristen Demokratisk Samling (KDS)                   | Alf Svensson      | 73 844    | 1,36%    | ▼0,39%   | 0      | —        |
| Kommunistiska Förbundet Marxist-Leninisterna (KFML) | Gunnar Bylin      | 17 309    | 0,32%    | ▲0,16%   | 0      | —        |
| Overig                                              | —                 | 4 663     | 0,09%    | —        | 0      | —        |
| Geldige stemmen                                     | —                 | 5 437 748 | 100%     | —        | —      | —        |
| Ongeldige stemmen                                   | —                 | 19 295    | —        | —        | —      | —        |
| Totaal                                              | Totaal            | 5 457 043 | (91,76%) | ▲(0,92%) | 349    | ▼(1)     |

1911 · 1914 · 1917 · 1920 · 1921 · 1924 · 1928 · 1932 · 1936 · 1940 · 1944 · 1948 · 1952 · 1956 · 1958 · 1960 · 1964 · 1968 · 1970 · 1973 · 1976 · 1979 · 1982 · 1985 · 1988 · 1991 · 1994 · 1998 · 2002 · 2006 · 2010 · 2014 · 2018 · 2022